# Джованні де Донді
Джованні де Донді (1330—1388) — італійський лікар, астроном і інженер-механік, що мешкав в Падуї (тепер Італія). Його згадують сьогодні як піонера в мистецтві проектування та створення годинників. Астраріум, який він спроектував і побудував протягом 16 років, був надзвичайно складним астрономічним годинником і планетарієм.